# Roswell Rudd
Roswell Hopkins Rudd (Sharon, 17 novembre 1935 – Kerhonkson, 21 dicembre 2017) è stato un trombonista e compositore statunitense.

## Biografia
Roswell Rudd è nato a Sharon nello stato del Connecticut, si è laureato all'Università di Yale dove aveva suonato con Eli's Chosen Six, un gruppo dixieland di studenti di Yale a cui Rudd si era unito a metà degli anni '50. Il sestetto ha registrato due album, di cui uno per la Columbia. Tuttavia le sue collaborazioni di riferimento, per la sua formazione, furono quelle con Cecil Taylor, Archie Shepp, John Tchicai e Steve Lacy.
Qualche tempo dopo Rudd ha insegnato etnomusicologia al Bard College nello Stato di New York e all'Università del Maine. Per oltre trent'anni ha assistito, anche se non continuativamente, Alan Lomax nelle sue ricerche sulla World music seguendo il metodo scientifico Cantometrics elaborato dall'etnomusicologo texano.